# Ахмети, Мимоза
Мимоза Ахмети (алб.  Mimoza Ahmeti; род. 12 июня 1963, Круя, Дуррес) — албанская писательница.

## Биография
Изучала литературу в Тиранском университете. Начала публиковаться в середине 1980-х годов. Выпустила первый сборник стихов Bëhu i bukur («Сделай себя красивой») в 1986 году.
Приобрела отчасти скандальную популярность после сборника вызывающе-откровенных стихов Делириум (1994), среди которого было произведение о родине «Тирана», ставшее очень популярным в Албании. Её стихи переведены на итальянский, французский, английский и немецкий языки.
Автор новелл и романов с феминистским уклоном.
В 2001 году участвовала в местных выборах по списку Демократической партии, проиграла.
Имеет двоих детей. Вегетарианка.

## Произведения

### Стихи
- Bëhu i bukur! (1986)
- Подробности завтрашнего дня/ Sidomos nesër (1989)
- Делириум/ Delirium (1994)
- Цветочное опыление/ Pjalmini i luleve (2002)

### Проза
- Arkitrau: një histori të bukurish (1993)
- Скоординированный абсурд/ Absurdi koordinativ (1996)
- Галлюциногенная женщина/ Gruaja haluçinante: roman (2006)
- Ich liebe dich, Adlia: love story (2009)

## Издания на других языках

### Французский
- Ça va Albanie? Paris, 1998 (билингва)
- L’absurde coordinatif. Paris, 2002

### Немецкий
- Milchkuss: Roman. Salzburg, 2009

### Испанский
- Delirium, 1994. Málaga, 2002 (билингва)

### Итальянский
- Il mio grido. Lecce, 1993

## Признание
Премия Фестиваля поэзии в Сан-Ремо (1998), организованного Радио и телевидением Италии (RAI). Стихи и короткая проза Ахмети входят в представительные антологии современной албанской словесности, переведены на основные европейские языки. В 2010 году была приглашена на Берлинский международный литературный фестиваль.